# Trung Hoa Dân Quốc chiếm đóng Mông Cổ
Trung Hoa Dân Quốc chiếm đóng Mông Cổ bắt đầu vào tháng 10 năm 1919 và kéo dài cho đến đầu năm 1921, khi quân đội Trung Quốc trong Urga bị đánh bại bởi lực lượng Bạch vệ dưới quyền Baron Ungern và lực lượng Mông Cổ. Đến lượt mình, những lực lượng này bị đánh bại bởi Hồng quân và các đồng minh Mông Cổ của họ vào tháng 6 năm 1921.
Mặc dù chính phủ Bắc Dương đã bãi bỏ quyền tự trị của Bogd Khan ở Mông Cổ và sau đó mở rộng sự chiếm đóng của mình bao gồm cả Tuva, nhưng họ không thể bảo vệ các yêu sách của mình đối với Ngoại Mông và Tannu Uriankhai (Tuva).

## Lịch sử

### Bối cảnh
Tháng 10 năm 1911, Cách mạng Tân Hợi nổ ra tại Trung Quốc bản thổ, các tỉnh lần lượt tuyên bố độc lập khỏi triều Thanh. Ngày 1 tháng 12 năm 1911, Ngoại Mông tuyên bố độc lập, và thiết lập một chế độ thần quyền dưới sự lãnh đạo của Jebtsundamba Khutuktu. Ngày 29 tháng 12, ông được tấn phong là Bogd Khan (Bác Khắc Đa Hãn) của Mông Cổ. Sự kiện này mở ra kỷ nguyên Bogd Khaan kéo dài cho đến năm 1919. Chính phủ Mông Cổ mới là một sự kết hợp của thần quyền Phật giáo, tập quán của triều Thanh, và thực tiễn chính trị Tây phương trong thế kỷ 20. Bogd Khaan đảm nhiệm quyền lực của các hoàng đế Đại Thanh trong quá khứ, các quý tộc Mông Cổ nay triều cống cho ông thay vì hoàng đế Đại Thanh; và Bogd Khaan đảm nhiệm quyền phong chức tước cho các quý tộc.
Tuy nhiên, Trung Hoa Dân quốc mới thành lập đã coi Mông Cổ như là một phần của lãnh thổ Trung Quốc. Trong hiệp định Kyakhta năm 1915 giữa ba bên là đế quốc Nga (có lợi ích chiến lược trong độc lập của Mông Cổ, nhưng không muốn hoàn toàn xa lánh Trung Quốc), Trung Hoa Dân quốc và Mông Cổ nhất trí rằng Mông Cổ sẽ tự trị dưới chủ quyền của Trung Quốc. Tuy nhiên, trong vài năm tiếp theo, ảnh hưởng của Nga ở châu Á đã suy yếu do Chiến tranh thế giới thứ nhất và sau đó là cuộc cách mạng Tháng Mười. Từ năm 1918 trở đi, Mông Cổ bị đe dọa bởi nội chiến Nga, và vào mùa hè năm 1918 đã yêu cầu sự trợ giúp của quân đội Trung Quốc, dẫn đến việc triển khai một lực lượng nhỏ đến Urga. Grigory Semyonov đã lãnh đạo Buryats và Nội Mông trong việc đưa ra kế hoạch tạo ra một bang Mông Cổ độc lập. Trong khi đó, một số quý tộc Mông Cổ đã ngày càng trở nên không hài lòng với sự ra rìa của họ dưới bàn tay của chính phủ thần quyền Lamaist, và cũng bị kích động bởi mối đe dọa từ sự độc lập của Ngoại Mông khỏi phong trào Pan-Mongolist của Grigory Semyonov ở Siberia, vào năm 1919 đã sẵn sàng chấp nhận sự cai trị của Trung Quốc.

### Điều kiện tiên quyết
Cuộc nội chiến Nga đã làm suy yếu ảnh hưởng của Nga ở Mông Cổ, và vào năm 1918, một quân đoàn nhỏ của Trung Quốc đã đến Urga theo yêu cầu của một số thành viên của giới lãnh đạo Mông Cổ. Một phần giới quý tộc Khalkha Mông Cổ không hài lòng với chính quyền Bogda Khan, ngày càng chấp nhận với sự trở lại của một chính quyền cai trị trực tiếp từ Trung Quốc.

## Nguyên nhân

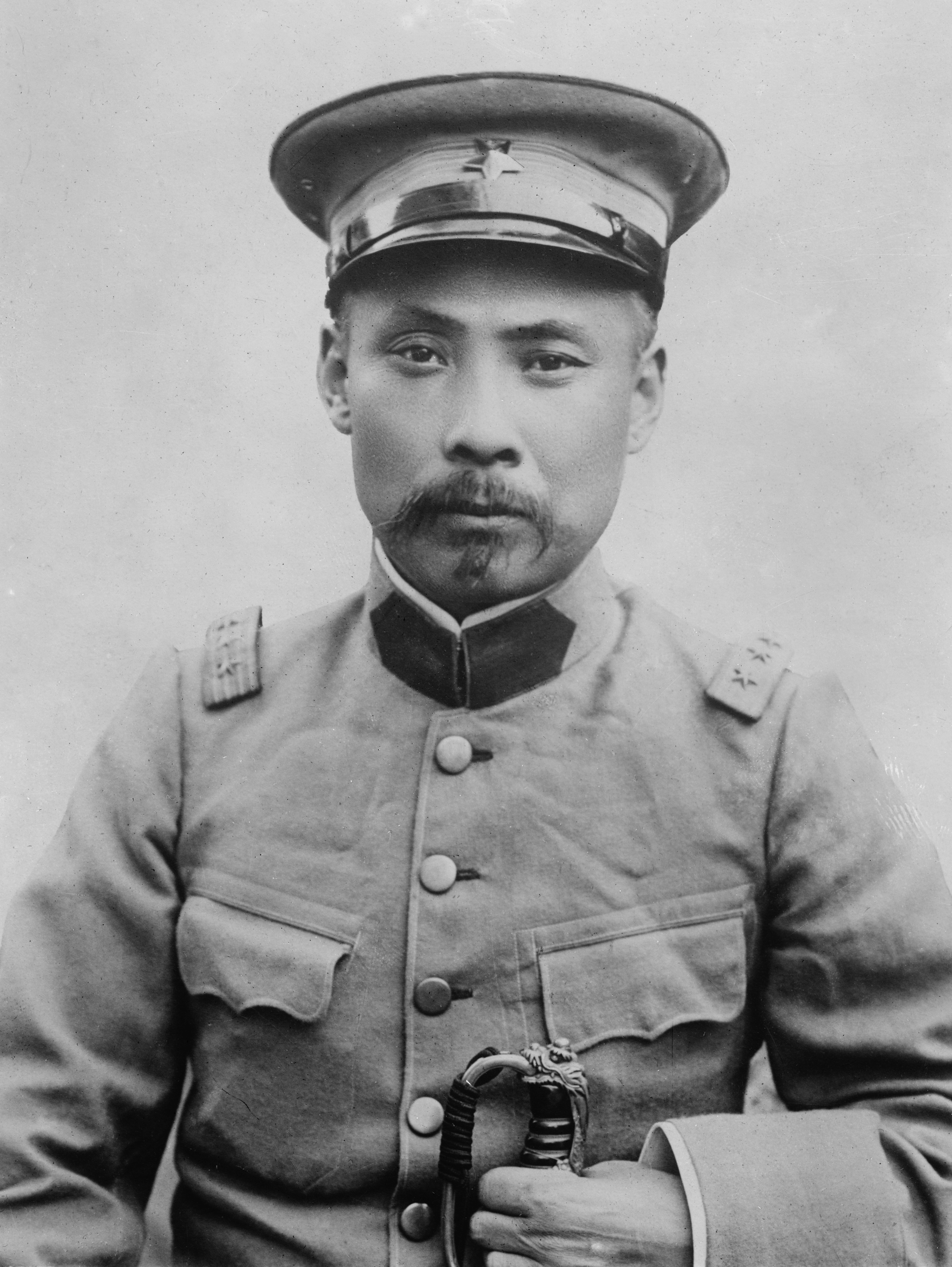
Đoàn Kỳ Thụy

Cuộc xâm lược vào Mông Cổ là đứa con tinh thần của thủ tướng Đoàn Kỳ Thụy. Khi Thụy thúc đẩy Trung Quốc tham gia Thế chiến thứ nhất, ông đã nhận được một số khoản vay lớn từ chính phủ Nhật Bản, bao gồm cả các khoản vay Nishihara. Ông đã sử dụng tiền để xây dựng quân đội tham gia chiến tranh một cách phô trương để chiến đấu với các cường quốc trung ương. Các đối thủ của ông biết mục đích của đội quân này là để đè bẹp những người bất đồng chính kiến trong nội bộ. Nó tồn tại bên ngoài bộ quốc phòng và được kiểm soát bởi Cục Tham gia Chiến tranh, mà thủ tướng lãnh đạo và được biên chế hoàn toàn vào đội quân An Huy của ông. Chủ tịch Phùng Quốc Chương, đối thủ của Thụy không có quyền kiểm soát mặc dù về mặt hiến pháp là tổng tư lệnh. Khi chiến tranh kết thúc mà không có một người lính nào bước chân ra nước ngoài, các đối thủ của ông yêu cầu giải tán đội quân này. Thụy phải tìm một mục đích mới cho quân đội của mình. Mông Cổ được chọn vì nhiều lý do:
- Đặc phái viên của Thụy tham dự Hội nghị hòa bình Paris, 1919 đã không thể ngăn chặn sự chuyển nhượng tô giới Sơn Đông của Đức cho Nhật Bản, do đó khiến Phong trào Ngũ Tứ theo chủ nghĩa dân tộc Trung Quốc nhắm vào các chính sách của ông. Danh tiếng của ông như một người yêu nước đã bị mất ảnh hưởng. Mông Cổ tái hòa nhập sẽ đảo ngược điều đó.
- Cuộc chiến tranh Hộ pháp đã diễn ra đến bế tắc đẫm máu ở Hồ Nam. Sử dụng quân đội của mình cho một nỗ lực mạo hiểm khác để chiếm lại miền nam Trung Quốc từ lực lượng của Tôn Trung Sơn là điều không nên thực hiện.
- Nội chiến Nga khiến Mông Cổ không có một quốc gia bên ngoài nào bảo vệ. Một chiến thắng dễ dàng sẽ thúc đẩy tầm vóc của Thụy.
- Thủ tướng lâu dài của Mông Cổ, Töss-Ochiryn Namnansüren, qua đời vào tháng 4 năm 1919, khiến giới cầm quyền của đất nước bị chia rẽ sâu sắc vì một người kế vị. Một số quý tộc của Mông Cổ, cũng như người Hán theo họ, đã tìm cách thống nhất đất nước.

## Các cuộc chuyển giao quân sự

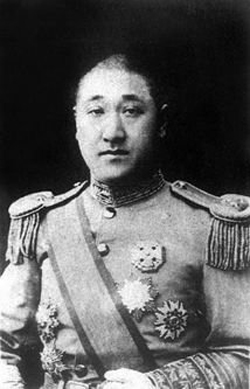
Từ Thụ Tranh

Khu vực nằm dưới quyền kiểm soát của Bogd Khaan gần tương ứng với Ngoại Mông thời Thanh. Năm 1919, sau Cách mạng Tháng Mười Nga, quân Trung Quốc dưới quyền Từ Thụ Tranh chiếm đóng Mông Cổ. Chiến tranh bùng phát tại miền giới phía bắc. Do hậu quả của nội chiến Nga, tướng lĩnh Bạch vệ Nga Baron Ungern dẫn binh sĩ vào Mông Cổ trong tháng 10 năm 1920, đánh bại quân Trung Quốc đồn trú tại Khố Luân (Ulaanbaatar) vào đầu tháng 2 năm 1921 với giúp đỡ từ người Mông Cổ.

### Sự sụp đổ của chế độ chiếm đóng Trung Quốc

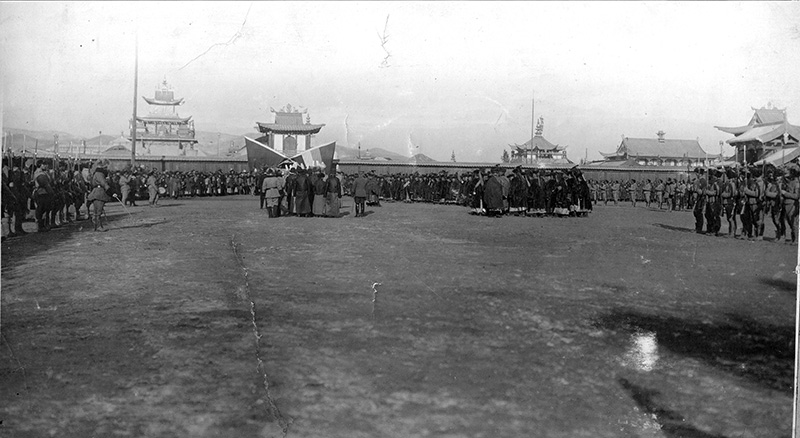
Lễ rút tự trị Ngoại Mông

Quân đội của Ungern vượt qua biên giới phía bắc của Ngoại Mông vào ngày 1 tháng 10 năm 1920 và di chuyển theo hướng tây-nam. Ungern tiến hành đàm phán với quân Trung Quốc đang chiếm đóng, toàn bộ các yêu cầu của ông đều bị từ chối, trong đó có việc giải giáp các binh sĩ Trung Quốc. Vào ngày 26-27 tháng 10 và 2–4 tháng 11, các binh sĩ của 1920 Ungern tiến công thủ phủ của Ngoại Mông là Khố Luân (Urga; nay là Ulaanbaatar) song chịu tổn thất nghiêm trọng. Sau thất bại, binh sĩ của Ungern triệt thoái đến thượng du của sông Kherlen tại Xa Thần hãn bộ tại miền đông Ngoại Mông. Ông nhận được sự ủng hộ của những người Mông Cổ mưu cầu độc lập từ Trung Quốc, đặc biệt là Bogd Khan- người bí mật ban phúc cho Ungern để trục xuất người Trung Quốc khỏi Mông Cổ. Đương thời, người Trung Quốc thắt chặt quyền kiểm soát của họ đối với Ngoại Mông Cổ, quy định nghiêm ngặt về hoạt động tôn giáo Phật giáo tại các chùa và bắt giam những người Nga và Mông Cổ mà họ nhận định là phần tử ly khai. Theo hồi ký của M.G. Tornovsky, Sư đoàn châu Á có 1.460 người, trong khi đơn vị đồn trú Trung Quốc có 7.000 tráng binh. Người Trung Quốc có lợi thế về pháo và súng máy, và đã xây dựng một mạng lưới hào trong và quanh Khố Luân.
Ngày 1 tháng 2 năm 1921, phân đội của Ungern dưới quyền B.P. Rezukhin chiếm được các phái đài tiền tuyến của quân Trung Quốc. Các phân đội khác chuyển đến Khố Luân và đến chùa Phúc Kì trên núi Bác Khắc Đa Hãn ở phía nam Khố Luân. Ngày 2 tháng 2, binh sĩ của Ungern giao chiến nhằm tranh quyền kiểm soát các tiền tuyến của Trung Quốc và các phần được bảo vệ của Khố Luân. Trong giao tranh, phân đội đặc biệt của Ungern gồm binh sĩ thuộc các dân tộc Tạng, Mông, Buryat và Nga giải thoát Bác Khắc Đa Cách Căn (Bogd Gegeen) khỏi bị quản thúc và chuyển ông qua núi Bác Khắc Đa Hãn đến chùa Phúc Kì. Ngày 3 tháng 2, Ungern cho binh sĩ nghỉ ngơi. Học theo một kế của Thành Cát Tư Hãn, Ungern lệnh cho binh sĩ của mình đốt một lượng lớn lửa trại trên các đồi quanh Khố Luân, sử dụng cách này làm điểm chỉ dấu cho phân đội của Rezukhin, nó cũng biểu thị rằng Khố Luân bị một lực lượng áp đảo bao quanh. Ngày 4 tháng 2, Ungern phát động đại công kích các vị trí còn lại của quân Trung Quốc tại Khố Luân từ phía đông, chiếm được hầu hết vị trí kiên cố nhất tại các doanh trại và Mãi mại thành. Toàn bộ thủ phủ Khố Luân cuối cùng bị chiếm sau một số giao tranh ác liệt, song một bộ phận các binh sĩ Trung Quốc bỏ thị trấn từ trước đó. Tuy vậy, các giao tranh nhỏ vẫn tiếp diễn qua ngày 5.
Từ ngày 11 đến 13 tháng 3, Ungern chiếm được một căn cứ kiên cố của quân Trung Quốc tại Kiều Y Nhĩ ở phía nam Khố Luân; trong khi đó binh sĩ Trung Quốc từ bỏ Trát Môn Ô Đức dù chưa giao tranh. Những binh sĩ Trung Quốc còn lại rút về khu vực miền bắc Mông Cổ gần Kyakhta, sau đó nỗ lực đi vòng qua Khố Luân để đến Trung Hoa, người Nga và Mông Cổ lo sợ về một nỗ lực nhằm tái chiếm Khố Luân. Vài trăm binh sĩ thuộc các đơn vị Cossack và Mông Cổ được phái đi đón đánh hàng nghìn binh sĩ Trung Quốc tại khu vực đường Khố Luân - Ô Lý Nhã Tô Đài gần sông Tuul tại miền trung Mông Cổ. Các cuộc giao tranh nổ ra từ 30 tháng 3 đến 2 tháng 4, các binh sĩ Trung Quốc bị đánh tan và bị truy đuổi đến biên giới phía nam của Ngoại Mông Cổ, đến đây lực lượng Trung Quốc rời khỏi Ngoại Mông Cổ.
Với việc Urga thất thủ, chính quyền và các đơn vị đồn trú của Trung Quốc tại Uliastai và Khovd nhanh chóng chuyển đến Tân Cương. Roman von Ungern-Sternberg phục hồi vị thế quân chủ Mông Cổ cho Bogd Khaan, chính phủ của Bogd Khaan cũng được khôi phục trong một buổi lễ tổ chức vào ngày 22 tháng 2.

## Kết quả

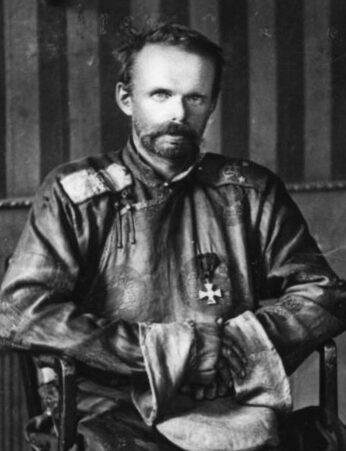
Roman von Ungern-Sternberg

Đây là sự chiếm đóng nước ngoài cuối cùng trong lịch sử Mông Cổ. Chính phủ Trung Quốc không phải là không quan tâm đến cuộc xâm chiếm của Roman von Ungern-Sternberg, họ bổ nhiệm Trương Tác Lâm làm chỉ huy một đạo quân viễn chinh nhằm đối phó. Tuy nhiên, việc Hồng quân đánh bại Roman von Ungern-Sternberg, sau đó chiếm đóng Urga vào tháng 7 và chính trị quân phiệt nội bộ của Trung Quốc buộc ông ta phải từ bỏ các kế hoạch của mình.
Trên mặt trận ngoại giao, Liên Xô đề nghị Trung Quốc triệu tập một hội nghị ba bên như vào năm 1914-15, để thảo luận về quan hệ của Mông Cổ với Trung Quốc. Tuy nhiên, chính phủ Trung Quốc được khuyến khích trước viễn cảnh đội viễn chinh của Trương Tác Lâm nên đáp lại rằng Mông Cổ là bộ phận của Trung Quốc, và do đó không thể là chủ đề của một cuộc đàm phán quốc tế. Phải đến năm 1924 thì một hiệp định Trung-Xô mới được ký kết, theo đó Liên Xô công nhận Mông Cổ là một bộ phận tổ thành của Trung Quốc, và đồng ý triệt thoái các binh sĩ của mình. Bất chấp hiệp ước này, việc Khutuktu từ trần trong cùng năm tạo một cơ hội để Đảng Nhân dân Mông Cổ phế trừ hoàn toàn cai trị thần quyền, và Đảng này tuyên bố thành lập nước Cộng hòa Nhân dân Mông Cổ. Năm 1945, chính phủ Quốc dân Trung Quốc công nhận chủ quyền hoàn toàn của nước Cộng hòa Nhân dân Mông Cổ, song rút lại công nhận này vài năm sau đó. Đến năm 2002, Trung Hoa Dân Quốc tại Đài Loan công nhận Mông Cổ độc lập.